# Christopher Murray
 (janvier 2023).
- Si vous ne connaissez pas le sujet, laissez ce bandeau (vous pouvez alors contacter les auteurs).
- Si vous supprimez le contenu mis en cause (vous pouvez préalablement contacter les auteurs),

argumentez précisément cette suppression dans la page de discussion
(un manque de référence n'est pas un argument ; une recherche réelle de référence doit avoir été effectuée, être formellement documentée).
Pour les articles homonymes, voir Murray.
Christopher Murray, né le 13 août 1965 à Sallanches (Haute-Savoie), est un auteur-compositeur-interprète français.

## Biographie
Il commence l'apprentissage du piano et compose déjà à 10 ans, puis sa passion pour la musique l'amène à apprendre simultanément la pratique de plusieurs autres instruments, dont la guitare. Dès l'adolescence, il s'essaie à la composition de chansons sur des textes écrits par des poètes tels que Baudelaire.
Il suit des études de musicologie, puis entre au conservatoire de Saint-Étienne pour y étudier le chant, l'analyse et l'harmonie. Il intègre ensuite le Conservatoire de Givors pour perfectionner son jeu instrumental avec le pianiste de jazz Rémi Goutin, puis les ateliers-chanson du conservatoire de Bourgoin-Jallieu coordonnés par Rémi Pelletier, enfin le CEFEDEM Rhône-Alpes.
Il fréquente également les ateliers théâtre de Jacques Bellay, héritier des pratiques de Jacques Lecoq.
Parallèlement, il s'implique considérablement dans le travail d'ensembles polyphoniques : Chora'Folk (pianiste, guitariste, etc.), chorale de collège dirigée par Gérard Thomas; l'ensemble Fausse Note (dont il est à 19 ans fondateur et chef de chœur), chœur de lycée et orchestre consacrés à la chanson francophone; Chœur Grenadine et d'autres ensembles d’adolescents qu'il animera par la suite, associant toujours transmission et création.
Il participe à de nombreux évènements scéniques (concerts, spectacles, etc.), compose des musiques de scène, tout en poursuivant des activités de pédagogie et de formation auprès de publics très variés.
Depuis 1995, il met en musique de nombreux textes de divers auteurs, parmi lesquels Jean Andersson, Jean-Claude Mourlevat, Gil Chovet, Lalo, Allain Leprest, Bruno Ruiz, Philippe Cléris et lui-même et se produit régulièrement sur scène. Il compose également pour d'autres artistes et a notamment participé comme pianiste à l'album de Kent : Bienvenue au club.

## Discographie
- 1997 : Savoir quoi
- 1999 : Quel temps fais-tu ?
- 2003 : La plus belle aurore
- 2005 : Bienvenue au club, de Kent (participation)
- 2007 : Chansons en papillotes (collectif de 8 artistes ligériens - chansons pour enfants)
- 2008 : Côté scène
- 2012 : D'un océan à l'autre
- 2017 : Ton campement dans ma tête